# 王林肯
王林肯（1888年—1960年），又名王麟阁、王书人（一作王书山），男，山东高密人，中国政治人物，曾任山东省文史研究馆副馆长，民革山东省委副主委，山东省政协副主席。